# Ubikwityna

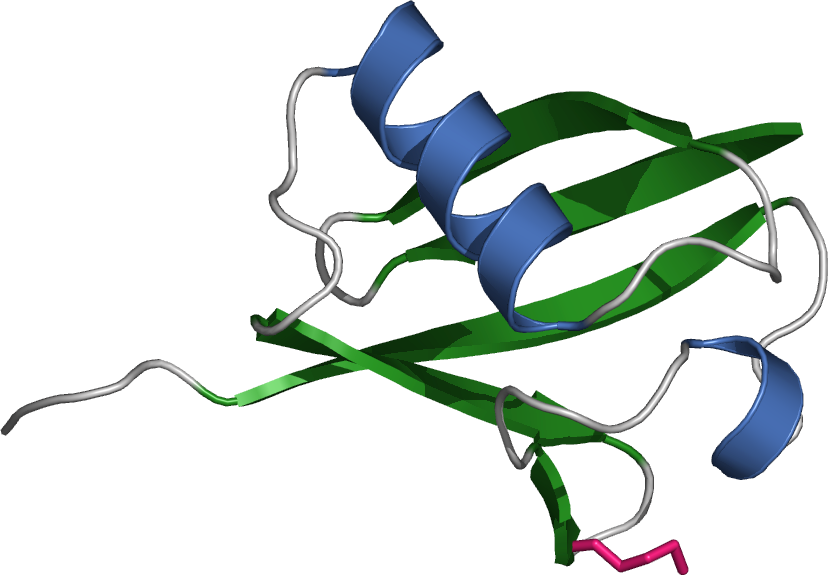
Struktura ubikwityny

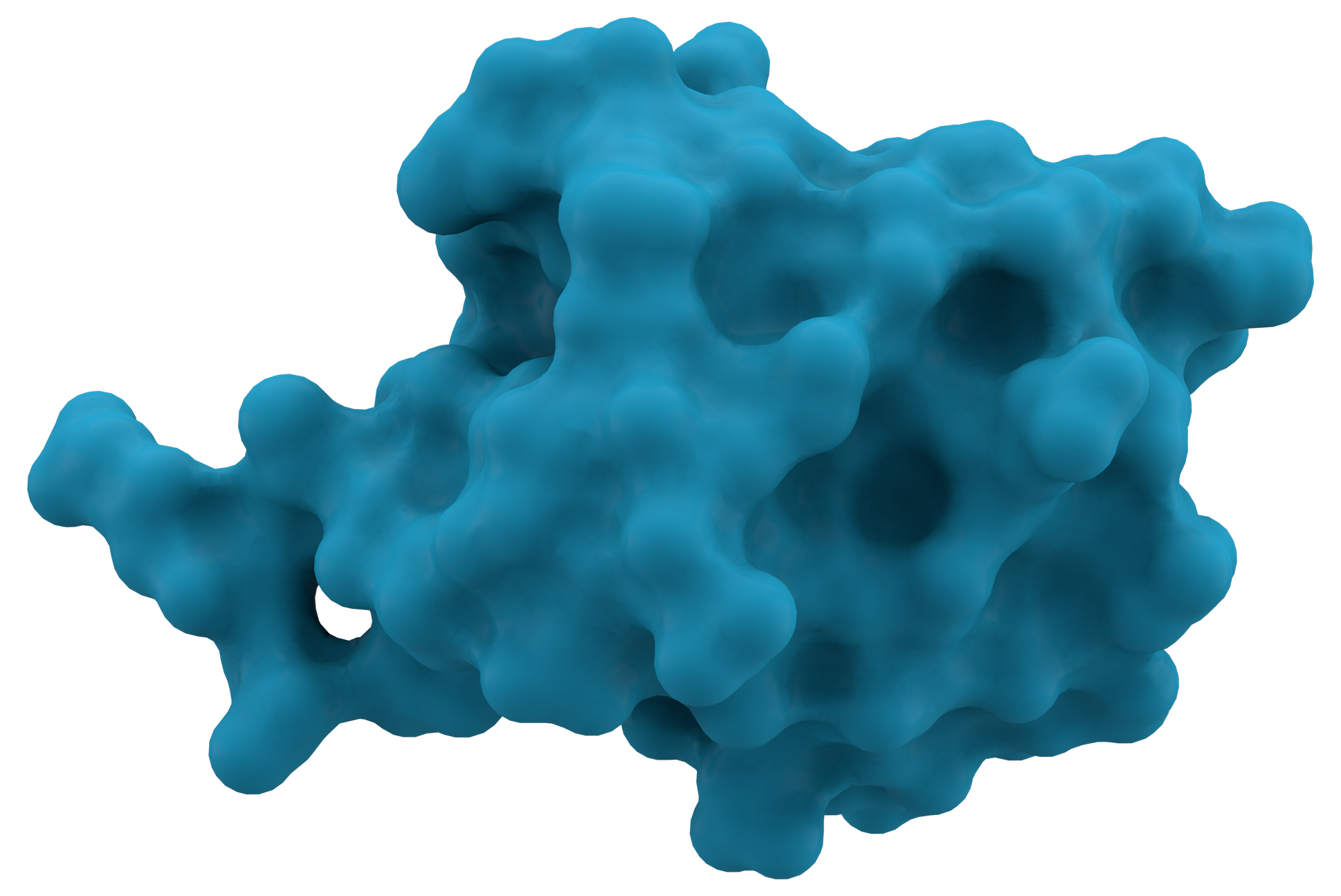
Komputerowy model ubikwityny

Ubikwityna (Ub) – małocząsteczkowe białko obecne we wszystkich komórkach eukariotycznych i pełniącym kluczową rolę w naznaczaniu białek (ubikwitynacja), które mają ulec nielizosomalnej proteolizie. 
Ubikwityna jest polipeptydem złożonym z 76 reszt aminokwasowych, o masie 8,6 kDa. Struktura ubikwityny jest wysoce konserwatywna, zarówno ewolucyjnie (tylko 3 z 76 reszt aminokwasowych różni ubikwitynę ludzką od drożdżowej), jak i pod względem fizykochemicznym: denaturacja jest odwracalna nawet po gotowaniu czy działaniu stężonym kwasem. Ubikwityna występuje u eukariontów w proteasomach.
Potranslacyjna modyfikacja białek w procesie ubikwitynacji polega na przyłączaniu do reszt lizylowych danego białka grupy karboksylowej C-końca reszty glicyny ubikwityny (Gly76).
Ubikwityna została opisana po raz pierwszy przez Gideona Goldsteina w 1975 roku. Za badania przeprowadzone w latach 80. XX wieku, które doprowadziły do odkrycia procesu degradacji białek z udziałem ubikwityny w komórkach, trzej badacze: Irwin Rose, Awram Herszko i Aaron Ciechanower w 2004 roku otrzymali Nagrodę Nobla w dziedzinie chemii. 

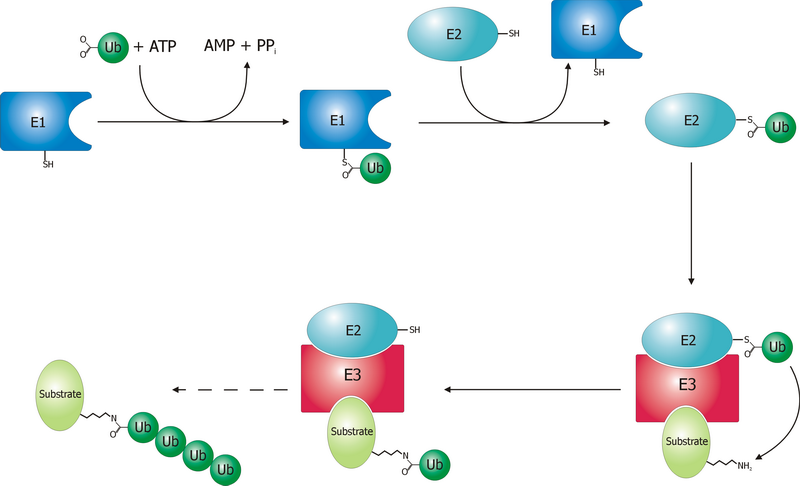
Schemat procesu ubikwitynacji